# Lucio Antistio Rústico
Lucio Antistio Rústico (en latín: Lucius Antistius Rusticus) fue un político y militar romano del siglo I.

## Carrera pública
Rústico nació alrededor del año 48. Su familia era originaria de Corduba, colonia y capital de la Bética, y de rango senatorial. Accedió al Senado en tiempos de Nerón o Galba  siendo uno de los decemviri stlitibus iudicandis anuales, un puesto del vigintivirato. Su siguiente cargo fue el de tribuno militar de la legión II Augusta, destinada en Britania, donde desarrolló un papel destacado en la guerra civil a tenor de las condecoraciones que recibió.
Durante la censura de Vespasiano y Tito (73-74) fue incluido en la nómina de senadores pretorios. Ejerció después el cargo de curator Viae Aureliae et Corneliae, comandó la legión VIII Augusta, estacionada en Argentorate en Germania Superior, de 78-79 a 81-82  y gobernó la Bética en calidad de procónsul en 83-84. De vuelta en Roma, fue nombrado prefecto del erario, cargo que ejerció del 87 al 89, y a principios del año 90 ocupó el consulado sufecto con Lucio Julio Urso Serviano de colega. Fue gobernador de Capadocia-Galacia desde 91 o 92  donde murió en el año 93 o 94.
Estuvo casado con Mumia Nigrina. Fue amigo de Marcial quien lo menciona en dos epigramas.